# NGC 7699
NGC 7699 is een spiraalvormig sterrenstelsel in het sterrenbeeld Vissen. Het hemelobject werd op 18 november 1864 ontdekt door de Duitse astronoom Albert Marth.

## Ecliptica
Het stelsel NGC 7699 bevindt zich betrekkelijk dicht bij de Ecliptica, hetgeen betekent dat het, vanaf de Aarde gezien, regelmatig bezoek krijgt van de planeten van het Zonnestelsel, alsook bedekt kan worden door de Maan.

## Synoniemen
- PGC 71782